# 8964 Коракс
8964 Коракс (8964 Corax) — астероїд головного поясу, відкритий 17 жовтня 1960 року.
Тіссеранів параметр щодо Юпітера — 3,661.